# Pove del Grappa
Pove del Grappa est une commune italienne de la province de Vicence dans la région Vénétie en Italie.

## Administration
| Période                                  | Période | Identité | Étiquette | Qualité |
| ---------------------------------------- | ------- | -------- | --------- | ------- |
|                                          |         |          |           |         |
| Les données manquantes sont à compléter. |         |          |           |         |

### Hameaux
Campo Solagna, Val della Giara.
Annuario Generale dei Comuni e delle Frazioni d'Italia, Touring Club Italiano, Milano, 1993

### Communes limitrophes
Bassano del Grappa, Borso del Grappa, Cismon del Grappa, Romano d'Ezzelino, San Nazario, Solagna

## Culture
Dans l'église San Vigilio on trouve le tableau de Jacopo Bassano Saint Vigile en gloire avec saint Jérôme et saint Jean Baptiste de 1537 pour laquelle il y a un doute sur une possible participation de la main de son frère Giambattista.